# Willeiana vallonia
Willeiana vallonia är en insektsart som först beskrevs av William Lucas Distant 1908.  Willeiana vallonia ingår i släktet Willeiana och familjen dvärgstritar. Inga underarter finns listade i Catalogue of Life.